# Talpa talyschensis
Talpa talyschensis és una espècie de mamífer eulipotifle de la família dels tàlpids. Viu a la costa sud-occidental del mar Caspi, des del sud de l'Azerbaidjan fins al nord de l'Iran. Els seus hàbitats naturals són les selves temperades i els matollars. No se sap gaire cosa més sobre la seva ecologia. Durant molt de temps fou classificat com a subespècie, primer de T. orientalis, després del talp cec (T. caeca) i després del talp oriental (T. levantis), fins que a la dècada del 2010 fou elevat a la categoria d'espècie.